# Diyor (телеканал)
Diyor — общенациональный, государственный телеканал Узбекистана универсальной тематики. Входил в НТРК Узбекистана. Вещание телеканала началось 16 декабря 2013 года, и прекратил вещание 24 июля 2017 года. На базе и частоте телеканала был создан информационно-новостной телеканал Uzbekistan 24, который начал вещание 24 июля 2017 года. Телеканал Diyor в основном вещал на узбекском языке, также некоторые передачи выходили на русском, каракалпакском и на некоторых других языках национальных диаспор страны. 
Слово Diyor / Диёр с узбекского языка переводится как Край. Эфир телеканала составляли в основном отборные передачи и программы с региональных (областных) телеканалов НТРК Узбекистана. Таким образом, жители всей страны могли смотреть лучшие передачи с телеканалов соседних и дальних областей и регионов.